# چگا
چگا، مرکز دهستان حاجی‌بختیار و روستایی است از توابع بخش مرکزی شهرستان چوار در استان ایلام ایران است.

## جمعیت
این روستا در دهستان حاجی‌بختیار قرار دارد و براساس سرشماری عمومی نفوس و مسکن در سال ۱۳۹۵، جمعیت آن ۱۳۰ نفر (۳۶ خانوار) بوده است.